# A Neverending Dream
A Neverending Dream è un brano del gruppo tedesco Cascada, scelto come sesto singolo promozionale, e quarto singolo internazionale dall'album Everytime We Touch. La canzone è una cover dell'omonimo singolo degli X-Perience.
Il video ufficiale del brano fu pubblicato l'11 maggio 2007 sul canale musicale inglese The Box, nel video sono presenti parecchie scene che vedono come protagonista Natalie Horler, la cantante del gruppo.
Il singolo ebbe un discreto successo nel Nord Europa, ma nel Regno Unito e negli Stati Uniti non ebbe risultati simili ai singoli precedenti.

## Tracce

### Singolo
UK CD Single
1. A Neverending Dream (Deepforces remix) - 6:10
2. A Neverending Dream (Dancing DJs remix) - 5:55
3. A Neverending Dream (Buzz Junkies remix) - 6:10
4. A Neverending Dream (Digital Dog remix) - 6:28
5. A Neverending Dream (Frisco remix) - 5:29
6. A Neverending Dream (KB Project remix) - 6:00
7. A Neverending Dream (Fugitive radio mix) - 2:45
8. A Neverending Dream (radio edit) - 3:24
9. A Neverending Dream (Svenson Goes To Love Parade Mix) - 4:59

German 12" maxi single
Fronte A
1. A Neverending Dream (club mix) - 4:57

Fronte B
1. A Neverending Dream (The Real Booty Babes remix) - 5:58
2. A Neverending Dream (Deepforces remix) - 6:09

Dutch CD single
1. A Neverending Dream - 3:24
2. Everytime we Touch (Yanou's Candlelight Mix) - 3:16

Philippines single
1. A Neverending Dream (Svenson Goes To Love Parade Mix) - 4:59

### Mix
- A Neverending Dream (Buzz Junkies Remix) - 6:10
- A Neverending Dream (Clubland 11 Remix) - 2:44
- A Neverending Dream (Club Mix) - 4:58
- A Neverending Dream (Dancing Djs Remix) - 5:55
- A Neverending Dream (Deep Forces Remix) - 6:07
- A Neverending Dream (Deep Forces Remix Cut) - 3:13
- A Neverending Dream (Digital Dog Remix) - 6:28
- A Neverending Dream (Frisco Remix) - 5:29
- A Neverending Dream (Fugitive Remix) - 2:45
- A Neverending Dream (Ivan Fillini Remix) - 5:25
- A Neverending Dream (KB Project Remix) - 6:01
- A Neverending Dream (Radio Edit) - 3:23
- A Neverending Dream (Real Booty Babes Remix) - 5:58
- A Neverending Dream (Real Booty Babes Remix Edit) - 2:55
- A Neverending Dream (Sound DJS Remix) - 2:40
- A Neverending Dream (Source Remix) - 5:50
- A Neverending Dream (Svenson Goes To Love Parade Mix) 4:59

## Classifiche
| Classifica (2006-2007) | Posizione massima |
| ---------------------- | ----------------- |
| Belgio (Vallonia)      | 10                |
| Finlandia              | 5                 |
| Irlanda                | 15                |
| Paesi Bassi            | 77                |
| Regno Unito            | 46                |

## Date di pubblicazione
| Paese       | Data           | Formato             | Etichetta |
| ----------- | -------------- | ------------------- | --------- |
| Regno Unito | 25 giugno 2007 | CD singolo, 12-inch | Zooland   |
| Germania    | 4 marzo 2006   | CD singolo, 12-inch | Zooland   |